# Charge de la brigade légère
Pour les articles homonymes, voir La Charge de la brigade légère.

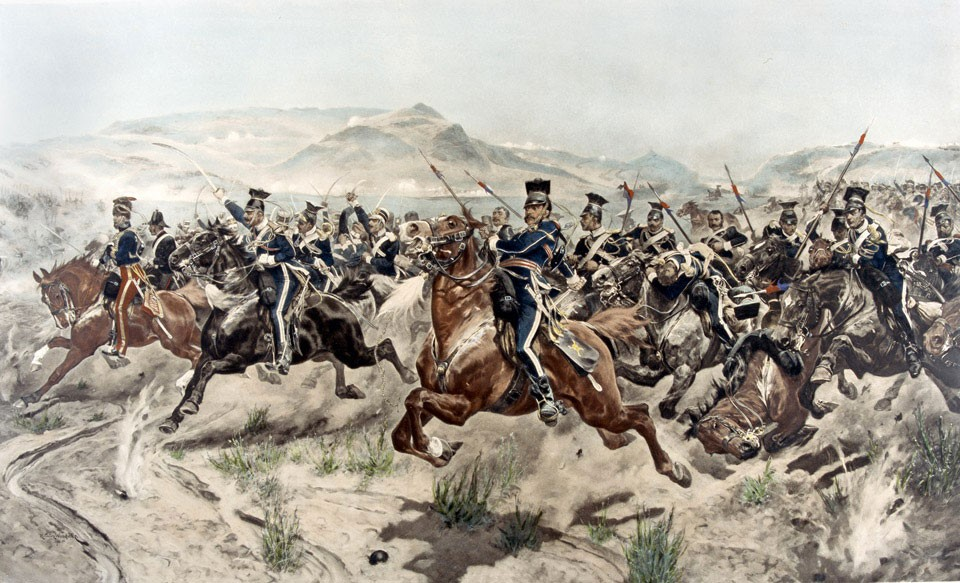
Charge of the Light Brigade, de Richard Caton Woodville Jr. (1894).

La charge de la brigade légère est une désastreuse charge de cavalerie, dirigée par Lord Cardigan au cours de la bataille de Balaklava, le 25 octobre 1854, lors de la guerre de Crimée. Un poème célèbre d'Alfred Tennyson, The Charge of the Light Brigade, écrit en décembre de la même année, a fait de cette charge, par ses vers 13 à 15, un symbole autant de la bravoure et du sacrifice des soldats que de l'absurdité de la guerre : « Il n'y a pas à discuter / Il n'y a pas à s'interroger / Il n'y a qu'à agir et mourir. »

## Événements

Plan de la bataille de Balaklava.

La charge fut effectuée par la brigade légère de la cavalerie britannique, constituée des 4e et 13e hussards (en), du 17e lanciers (en), et des 8e et 11e hussards, sous le commandement du major général, Lord Cardigan. Ils chargèrent suivis de la brigade lourde comprenant le 4e dragons irlandais de la Garde, le 5e dragons de la Garde, le 4e dragons Inniskilling et les Gris écossais. Ces unités étaient les principales forces de cavalerie britanniques sur le champ de bataille. Le commandement général de la cavalerie revenait à Lord Lucan.
Lucan reçut un ordre du commandant de l'armée, Lord Raglan, indiquant : « Lord Raglan souhaite que la cavalerie avance rapidement au front, suive l'ennemi, et tente de l'empêcher de replier ses canons. L'artillerie montée peut suivre. La cavalerie française est sur votre gauche. Immédiat. »
Cet ordre serait motivé par le souhait de Lord Raglan de rééditer l'exploit de son mentor, le Duc de Wellington, qui ne s'était jamais fait prendre une pièce d'artillerie lors d'une bataille. En effet, sous le regard attentif de Lord Raglan, les Russes commençaient à emporter les canons de marine britanniques, capturés sur les hauteurs surplombant la vallée à la suite de la défection des Turcs. 
L'ordre écrit fut porté par le capitaine Nolan et transmis oralement avec autorité, voire avec insolence, et selon une interprétation personnelle erronée, avant d'être remis en mains propres à son destinataire.
Mais à cet instant précis, les seuls canons visibles de l'Etat-Major de Lord Lucan se situaient dans une redoute, à l'autre extrémité de la vallée, provoquant une certaine perplexité : selon les règles de la guerre, on ne charge pas frontalement des canons avec des cavaliers, ce que savait parfaitement Lord Raglan. En fait, et compte tenu de la topographie des lieux, les canons dont il parlait n'étaient pas visibles des positions de la cavalerie britannique... 
Aussi, en réponse, et malgré des doutes sur le bien fondé de l'action envisagée, Cardigan dirigea 673 (ou 661) cavaliers directement dans la vallée entre la colline de Fédioukhine et celle de la Chaussée, nommée plus tard « Vallée de la mort » par Tennyson. Les forces russes, commandées par Pavel Liprandi (en), comportaient environ 20 bataillons d'infanterie soutenus par plus de cinquante pièces d'artillerie. Ces forces étaient déployées sur les hauteurs, des deux côtés et au fond de la vallée.
Pilonnée sur ses flancs par les Russes en surplomb, la brigade parvint néanmoins au contact de l'ennemi au fond de la vallée, et le contraignit à fuir la redoute. Elle subit de lourdes pertes, et fut bientôt contrainte de se replier. Lucan échoua à soutenir Cardigan, et certains soupçonnent qu'il était motivé par son animosité contre son beau-frère : la brigade lourde déboucha dans la vallée, mais n'avança pas plus loin. La cavalerie française, notamment les 1er et 4e régiment de chasseurs d'Afrique, furent plus efficaces en ce qu'ils brisèrent la ligne russe sur la colline de Fédioukine et couvrirent les survivants de la brigade légère durant leur retraite.
La cavalerie britannique comptait plus de 250 victimes dont 118 tués. 
Cardigan survécut, et décrivit plus tard l'engagement dans un discours à Mansion House, à Londres, qui fut repris et cité en longueur aux Communes plus tard :

« Nous avançâmes sur une pente graduelle de plus d'un kilomètre, les batteries vomissant sur nous obus et ferraille, avec une batterie sur notre gauche et une sur notre droite, et l'espace intermédiaire couvert de fusiliers russes ; ainsi, quand nous arrivâmes à 50 mètres des bouches de canons qui avaient craché la destruction sur nous, nous étions, en fait, encerclés par un mur de feu, en plus de celui des fusiliers sur notre flanc. »

« Alors que nous gravissions la colline, le feu oblique de l'artillerie versait sur notre arrière, de telle manière que nous avions un feu nourri sur l'avant, le flanc et l'arrière. Nous entrâmes dans la batterie, la traversâmes, les deux régiments de tête frappant un grand nombre des canonniers russes au passage. Dans les deux régiments que j'eus l'honneur de diriger, chaque officier, à l'exception d'un seul, fut soit tué soit blessé ou eut son cheval tué sous lui ou blessé. Ces régiments passèrent, suivis par la deuxième ligne, constituée de deux régiments supplémentaires, qui continuèrent le devoir de frapper les canonniers russes. »

« Ensuite vint la troisième ligne, formée d'un autre régiment, qui compléta le devoir fixé à notre brigade. Je crois que ce fut fait avec un véritable succès, et le résultat en fut que ce corps, composé de seulement 670 hommes environ, parvint à passer à travers la masse de la cavalerie russe qui — comme nous l'avons appris depuis — était forte de 5 240 hommes ; et, ayant traversé cette masse, ils virèrent, comme le veut notre expression technique militaire, « à bout », et se retirèrent de la même manière, faisant autant de dégâts que possible sur la cavalerie ennemie. En revenant vers la colline d'où était partie l'attaque, nous avons dû subir le même gantelet de fer et subir le même risque du feu des tirailleurs sur notre flanc qu'à l'aller. Nombre de nos hommes furent frappés, hommes et chevaux furent tués, et beaucoup des hommes dont les montures étaient tuées furent massacrés alors qu'ils tentaient de s'enfuir. »

« Mais, mylord, quel fut le sentiment de ces braves qui sont revenus à leur position, de chaque régiment n'étant revenu qu'un petit détachement, les deux tiers des effectifs engagés ayant été perdus ? Je pense que chaque homme engagé dans cette désastreuse affaire de Balaklava, qui fut assez chanceux pour en sortir vivant, doit ressentir que ce fut seulement par un décret de la Divine Providence qu'il échappa à la mort la plus certaine qu'il était possible de concevoir. »

(en) Texte intégral à la Chambre des Communes en 1855

## Conséquences
La brigade n’est pas complètement détruite, mais souffre terriblement : 118 tués, 127 blessés, et 362 chevaux perdus. Après le regroupement, seuls 195 hommes ont encore des chevaux. La futilité de l'action et sa bravoure imprudente ont fait dire au général français Pierre Bosquet : « C'est magnifique, mais ce n'est pas la guerre. C'est de la folie. » Il est dit que les commandants russes ont d'abord cru que les cavaliers avaient trop bu. La réputation de la cavalerie anglaise s'améliora fortement après cette charge, même si l'on ne peut en dire autant de celle de leurs commandants.
La lenteur des communications par mer fait que la nouvelle du désastre n'atteint le public britannique que trois semaines après. Les rapports du front des commandants britanniques sont publiés dans une édition extraordinaire de la London Gazette le 12 novembre 1854. Raglan blâme Lucan pour la charge, déclarant que « par son incompréhension de l'ordre d'avancer, le lieutenant-général (Lucan) considéra qu'il devait attaquer à tout prix, et il ordonna au major général Cardigan d'avancer avec la brigade légère ».
En mars 1855, Lucan est rappelé au Royaume-Uni. La charge devient un sujet de controverse considérable et de débats publics à son retour. Il rejette vigoureusement la version des événements donnée par Raglan, la traitant d'« imputation assombrissant sérieusement mon caractère professionnel ». Dans un échange public de correspondance imprimées dans les pages du Times de Londres, Lucan blâme Raglan et son aide de camp (décédé) Nolan, messager de l'ordre contesté. Lucan se défend lors d'un discours à la Chambre des lords le 19 mars.
Lucan échappe au blâme pour la charge, puis est fait membre de l'Ordre du Bain en juillet de la même année. Même s'il ne fut plus jamais militaire d'active, il atteint le rang de general (général d'armée) en 1865 et il est fait maréchal au cours de l'année précédant sa mort.
La charge continue à être étudiée par les historiens militaires et les étudiants comme un exemple de ce qui peut mal tourner quand on manque d'un renseignement militaire précis et que les ordres ne sont pas clairs. Winston Churchill, qui était un fin historien militaire et un ancien cavalier, insista en 1945 lors de la conférence de Yalta pour prendre le temps d'aller voir lui-même le champ de bataille.

## Les poèmes de Tennyson

### La charge de la brigade légère
Le poème, publié le 9 décembre 1854 dans The Examiner, glorifie la brigade : « Comment leur gloire peut-elle faiblir ? Ô la charge sauvage qu'ils firent ! » tout en gémissant sur l'épouvantable futilité de la charge : « Sans que les soldats le sachent, quelqu'un a fait une gaffe […] Chargeant une armée, quand le monde s'interroge ». Tennyson écrit le poème quelques minutes après avoir lu un récit de la bataille dans le Times. Il devient immédiatement très populaire, jusque dans la troupe en Crimée, où il est distribué sous forme de pamphlet.
Des spéculations existent pour savoir s'il a été vraiment écrit pour glorifier la Brigade, ou comme un message subtil sur les horreurs de la guerre.
Un enregistrement audio de la lecture par Tennyson de son poème, enregistré en 1890 sur un cylindre de cire, est disponible en ligne sur « The Poetry Archive ».

#### Réponse de Kipling
En 1881, Rudyard Kipling écrit une réponse, titrée Le Dernier de la brigade légère, qui tente de faire honte au public britannique en décrivant les conditions difficiles rencontrées par les survivants de la brigade légère.

### La charge de la brigade lourde
L'action plus favorable de la brigade lourde qui a lieu le même jour est aussi commémorée par Tennyson dans La Charge de la brigade lourde, un poème écrit en 1882 à la suggestion d'Alexander William Kinglake (en). Il n'a jamais atteint la popularité du précédent.
Le poème est centré sur les « trois cents » de la brigade lourde qui ont participé à la charge, c’est-à-dire les Scots Grey et le 2e escadrons des Inniskilling Dragons. Le « Scarlett » dont parle le poème est Sir James Yorke Scarlett, qui dirige la charge. Le même jour durant la guerre de Crimée (25 octobre 1854) a lieu une action du 93e régiment immortalisée comme la fine ligne rouge, même si cela ne restait qu'une légende.

## Autres représentations artistiques
Cette charge a fait deux fois l'objet d'un film. Le premier, en 1936, La Charge de la brigade légère par Michael Curtiz avec Errol Flynn, Olivia de Havilland et David Niven, est une vision hollywoodienne inspirée par Rudyard Kipling, image mythique de l'impérialisme britannique. Le second, La Charge de la brigade légère, fortement critique, est réalisé en 1968 par Tony Richardson avec John Gielgud et Trevor Howard et cherchait à être brutalement authentique, en se basant sur les recherches de Cecil Woodham-Smith dans The Reason Why (1953). Des séquences en film d'animation, dans le style du Punch Magazine et animées à la manière de celles que concevait Terry Gilliam pour les Monty Python, introduisaient les grandes parties du film pour informer le public américain de la politique britannique. Elles contrastent avec la direction artistique méticuleuse d'Edward Marshall et la cinématographie de David Watkin.
On retrouve une référence à la Charge dans le film La 317e Section, dans lequel une section française se repliant par la jungle attaque un village Viêt-minh qui leur barre la route de Saïgon.
On retrouve également le poème dans un épisode de la saison 2 de « Au-delà du réel » . Le titre de l'épisode s'appelle « la brigade légère », à peu de chose près que le contexte cette fois est futuriste. Le personnage principal recite le poème a la toute fin de l'épisode. Comme dans l'histoire vraie de la brigade légère, les protagonistes meurent héroïquement. 
Le groupe psychédélique Pearls Before Swine enregistre un album titré Balaklava, inspiré par les événements de la charge.
Le groupe de heavy metal britannique Iron Maiden a écrit une chanson sur la charge, The Trooper, dans l'album Piece of Mind.
Une autre chanson heavy metal de Jørn Lande, « Ride to the guns », traite du même sujet en s'inspirant du poème de Tennyson.
Le groupe de rock Kasabian en a fait le sujet du clip de la chanson Empire.
George MacDonald Fraser utilise la campagne de Crimée et la charge dans son roman Flashman at the Charge.
Un vers du poème est paraphrasé dans un remplissage cryptographique de l'amiral Chester Nimitz lors de la bataille du golfe de Leyte qui a lieu le jour du 90e anniversaire de la charge.
Deux vers du poème sont utilisés dans le film Il faut sauver le soldat Ryan. Ils sont cités par le caporal Upham :« Theirs not to reason why, theirs but to do and die. »
Dans son roman Waltenberg, l'écrivain Hédi Kaddour fait référence à une charge de brigade légère.
L'émission britannique Top Gear dans le 3e épisode de la 21e série (diffusé sur BBC 2 le 16 février 2014) évoque longuement la charge de la brigade légère lors de la visite des trois protagonistes au champ de bataille, Richard Hammond citant à cette occasion quelques vers du poème de Tennyson dans un moment de recueillement.
Dans la série Chapeau melon et bottes de cuir, un tableau représentant cette bataille est visible dans l'appartement de John Steed en saison 5.
Les deux premières strophes du poème de Alfred Tennyson sont citées dans le film The Blind Side par Sean Tuhoy, joué par Tim McGraw.